# 渋谷城

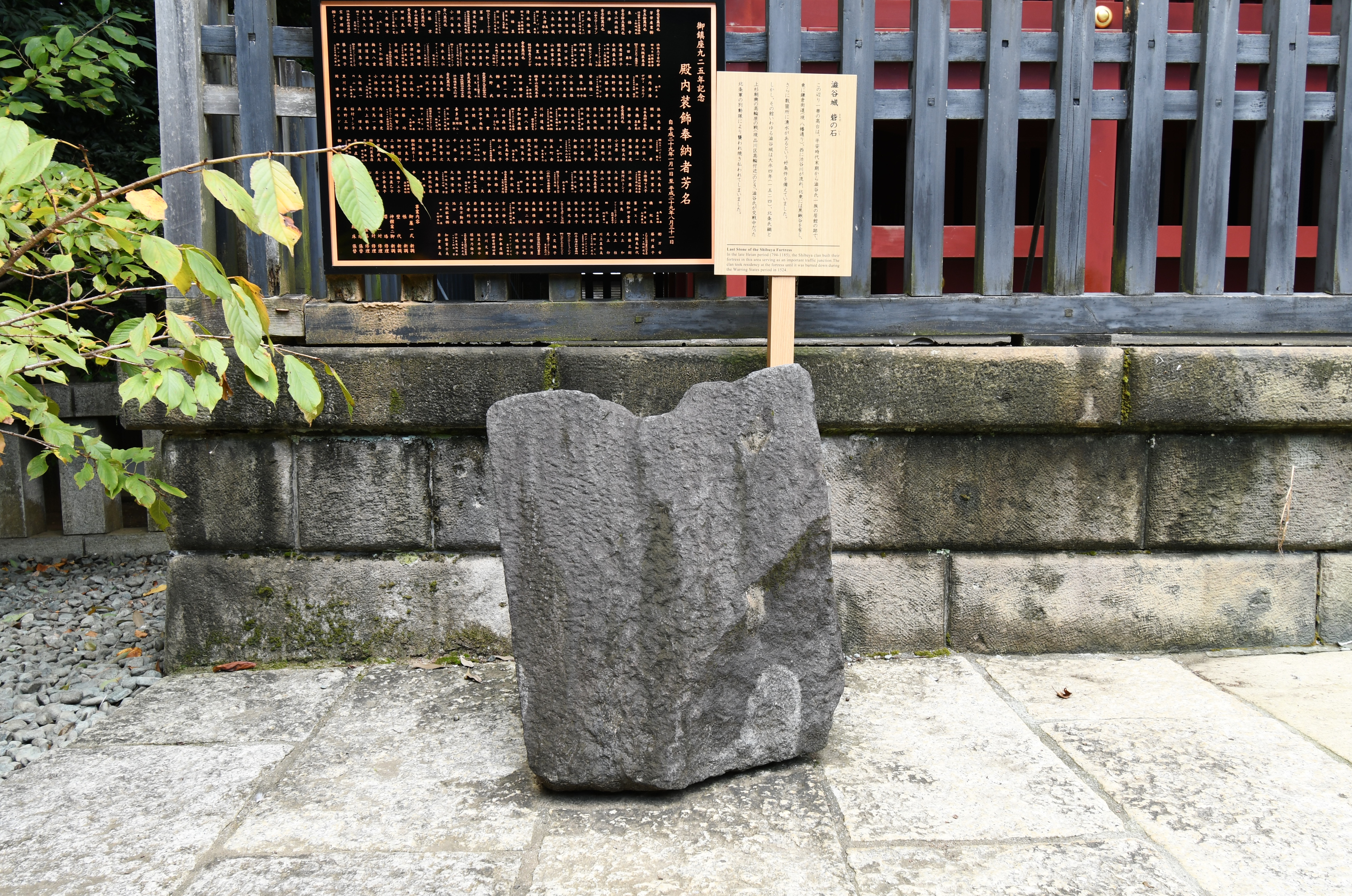
伝渋谷城の石

渋谷城（しぶやじょう）は、東京都渋谷区にあった日本の城（平山城）。

## 概要
平安時代末期に谷盛庄を所領としていた秩父平氏の渋谷氏によって築城された。この辺りは水源が多く、場内に湧泉が複数あったほか、その水源を生かして水堀もあったという。

## 歴史

### 平安時代
後三年の役の際、八幡太郎と称される源義家についた秩父平氏の秩父十郎武綱が現在の鎌倉街道勢揃坂周辺の賊を討って整備し、源義家らの軍を迎えた。勢揃坂周辺は大きな宿場町のようなものができたという。後三年の役の後、論功行賞に於いて、源義家軍を渋谷に迎えただけなく本戦でも大いに活躍した秩父十郎武綱は、「河崎」の姓と源義家の「家」の字、清和源氏の祖である源経基の「基」の字と勢揃坂のある谷盛庄(渋谷も含まれる)を賜り、河崎基家となった。寛治６年、河崎基家は賜った渋谷の地に渋谷城を築いたと、渋谷城跡にある金王八幡宮の社伝にある。

### 室町時代
大永4年（1524年）の北条氏綱と上杉朝興による高輪原の戦いがあった。当時、武蔵国を領していた扇谷上杉氏に属した渋谷氏は現在の品川区高輪で北条軍と大いに奮戦した。戦線膠着離脱を図った北条軍は、武蔵小杉あたりから迂回し、上杉軍の背後を突こうとした。その道のりの途上にあった渋谷城を大道寺八郎兵衛率いる北条軍別働隊が攻略。現在の八幡通あたりで激戦が行われたというが、最終的に落城。北条軍の放った火により城は焼失。渋谷氏は滅んだ。

### 現代
現在は金王八幡宮になっており遺構は残っていないが、境内には城の石とされる石が1点が保存されている。
神社の前に有る道路は堀を兼ねた小川であったとも言われる。NHKのテレビ番組ブラタモリで渋谷城が紹介された事がある。

## 所在地
東京都渋谷区渋谷3丁目5（地図）

## アクセス
- JR山手線、埼京線、湘南新宿ライン 渋谷駅東口・新南口より徒歩5分
- JR山手線、埼京線、湘南新宿ライン 恵比寿駅北口より徒歩20分